# Station Sumberlawang
Sumberlawang is een spoorwegstation in de Indonesische provincie Midden-Java.

## Bestemmingen
- Pandanwangi: naar Station Solo Balapan en Station Semarang Poncol
- Brantas: naar Station Kediri en Station Jakarta Tanahabang
- Matarmaja: naar Station Malang en Station Jakarta Pasar Senen